# Winterslag
Winterslag is een stadsdeel van Genk in Belgisch Limburg. Het geniet vooral bekendheid omwille van zijn steenkolenmijnverleden en de overblijfselen ervan.

## Steenkoolmijn

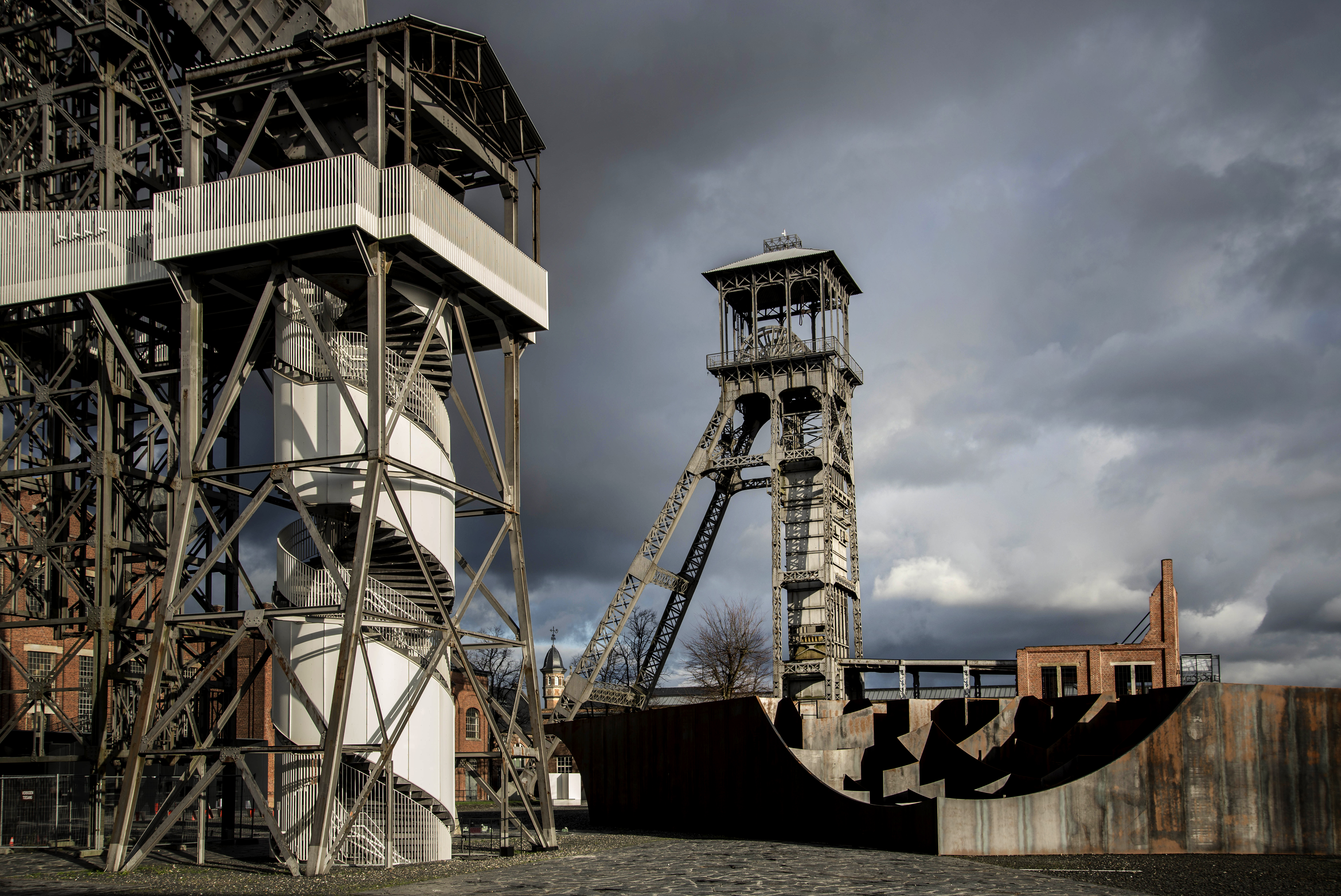
Mijn van Winterslag

De eerste proefboringen te Winterslag gebeurden reeds in 1902, een jaar na het ontdekken van steenkolen door André Dumont in buurgemeente As. 
In Winterslag begon men in 1912 met het graven van de schachten. In 1914 bereikte men de eerste steenkoollaag op een diepte van 485 meter en in 1917 was de steenkoolmijn van Winterslag de eerste die operationeel werd in het Kempens steenkoolbekken. Rond de mijn werden volledige woonwijken gebouwd. Sinds de jaren 1960 waren de mijnen in Limburg fors verlieslatend en als gevolg hiervan werd de mijn van Winterslag gesloten in 1988.

De mijngebouwen hebben na vele jaren een nieuwe bestemming gekregen. Een gedeelte is momenteel in gebruik door de brandweer van Genk. Recent is er in het gedeelte aan de Evence Coppélaan een bioscoopcomplex geopend. In 2009 betrok de Media & Design Academie van de Katholieke Hogeschool Limburg (KHLim) een nieuwbouw op dit complex. Onder de naam C-Mine werden de voormalige mijngebouwen heringericht tot een kenniscentrum van media en kunst. De mijnterril, een berg met afval uit de mijn, is nu een groen wandelgebied, met bovenop een prachtig uitzicht over Genk en omstreken.

## Cités

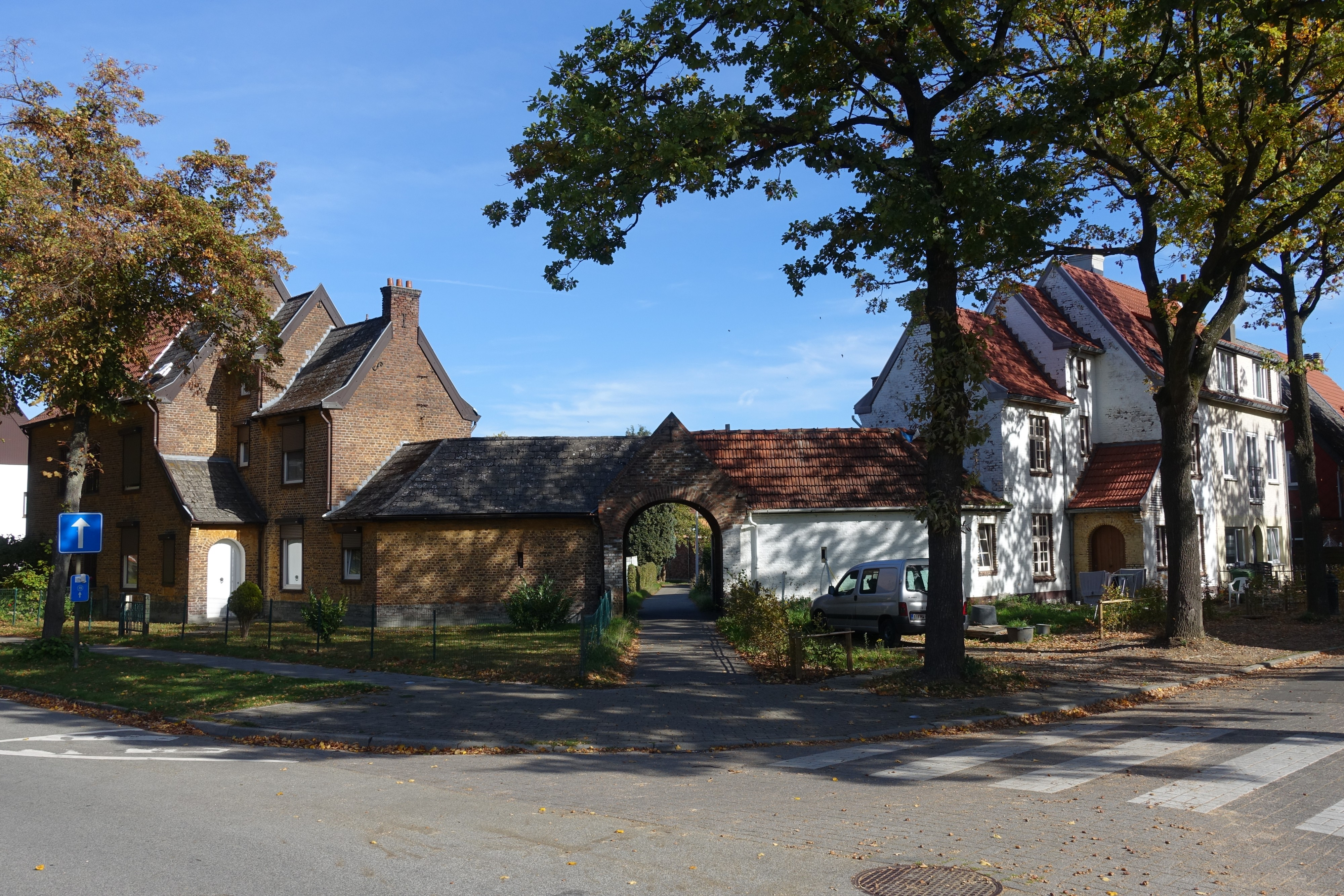
Eerste Cité Winterslag met de toegang tot de vroegere gemeenschappelijke tuin

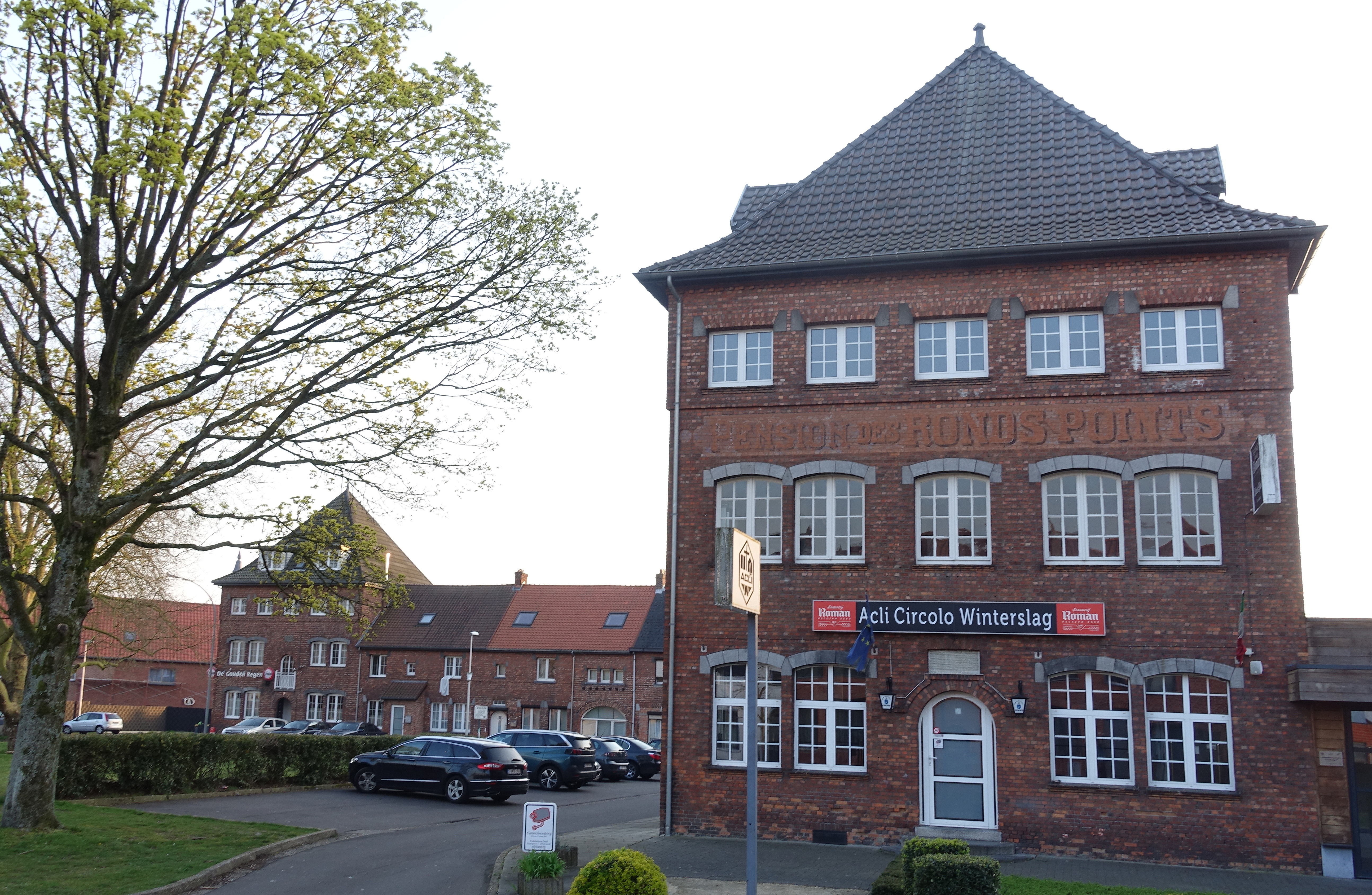
Vroeger logementshuis "Pension des Ronds-points" uit 1919-1920 in de "Eerste Cité"

Naast Oud-Winterslag ten noordoosten van de mijnsite bestaat Winterslag uit verschillende wijken gebouwd voor personeel van de mijn, die daar cités genoemd worden.
In 1910 werden, ten noorden van de mijn, de eerste woningen gebouwd voor arbeiders die werkten aan de installatie van de mijn. Die woningen in betonblokken waren in de jaren 1980 in minder goede staat en werden toen gesloopt. 
- Winterslag 1: De Eerste Cité van Winterslag werd gestart in 1912 naar het voorbeeld van Engelse tuinwijken uit het begin van de 20e eeuw en verder uitgebouwd in 1920. Deze wijk was ontworpen door Adrien Blomme en was bedoeld voor ingenieurs, hoger kaderpersoneel, bedienden en geschoolde arbeiders. Er werden ook logementshuizen voorzien voor vrijgezellen en er kwamen voorzieningen als een kerk, een meisjes- en een jongensschool en gebouwen voor de vrijetijdsbesteding. Voor de mijngebouwen en de woningen had de mijn in Winterslag een eigen steenbakkerij waar de Winterslagse brik werd gemaakt, die was zeer hard en zorgde voor een goede warmte-isolatie.
- Winterslag 2: De Tweede Cité werd tussen 1922 en 1928 gebouwd, eveneens volgens de tuinwijkgedachte, toen de exploitatie van de mijn na de Eerste Wereldoorlog voluit op gang was gekomen. De 426 woningen en logementshuizen, ten westen van de spoorlijn en ten zuiden van de Noordlaan, waren vooral bedoeld voor Oost-Europese mijnwerkers.
- Winterslag 3: Tussen de Eerste Cité en de spoorlijn werden in de vroege jaren 1930 arbeiderswoningen bijgebouwd. Dat werd de Derde Cité. De straten zijn uniformer en monotoner dan de oudere wijken, die gebouwd werden volgens het tuinwijkconcept. Tegenwoordig wordt deze derde cité niet meer als een aparte cité vermeld maar wordt het gehele gebied tussen de Vennestraat en spoorlijn tot Winterslag 1 gerekend.
- Winterslag 4: In het noordelijk gedeelte ten westen van de spoorlijn, bij het vroegere station van Winterslag, waren in 1927 al 30 woningen gebouwd voor personeel van de spoorwegen, Staatstuinwijk genoemd. Hierbij aansluitend werd in de jaren van de Kolenslag tussen 1947 en 1958 de Vierde Cité gebouwd. In een tijd van huisvestingsnood werden er 309 woningen gerealiseerd voor de mijnwerkers uit Italië en Oost-Europa.

In de jaren 1960 en 1970 werden heel wat mijnwerkers uit nieuwe immigratielanden als Turkije ondergebracht in cités. Door de invloed en mix van de vreemde talen van de gastarbeiders heeft zich een speciaal dialect ontwikkeld in de cités, dat niet alleen door allochtonen maar ook door autochtonen, en dan vooral jongeren, gesproken wordt. Dit wordt ook wel het Cités genoemd.

## Bezienswaardigheden

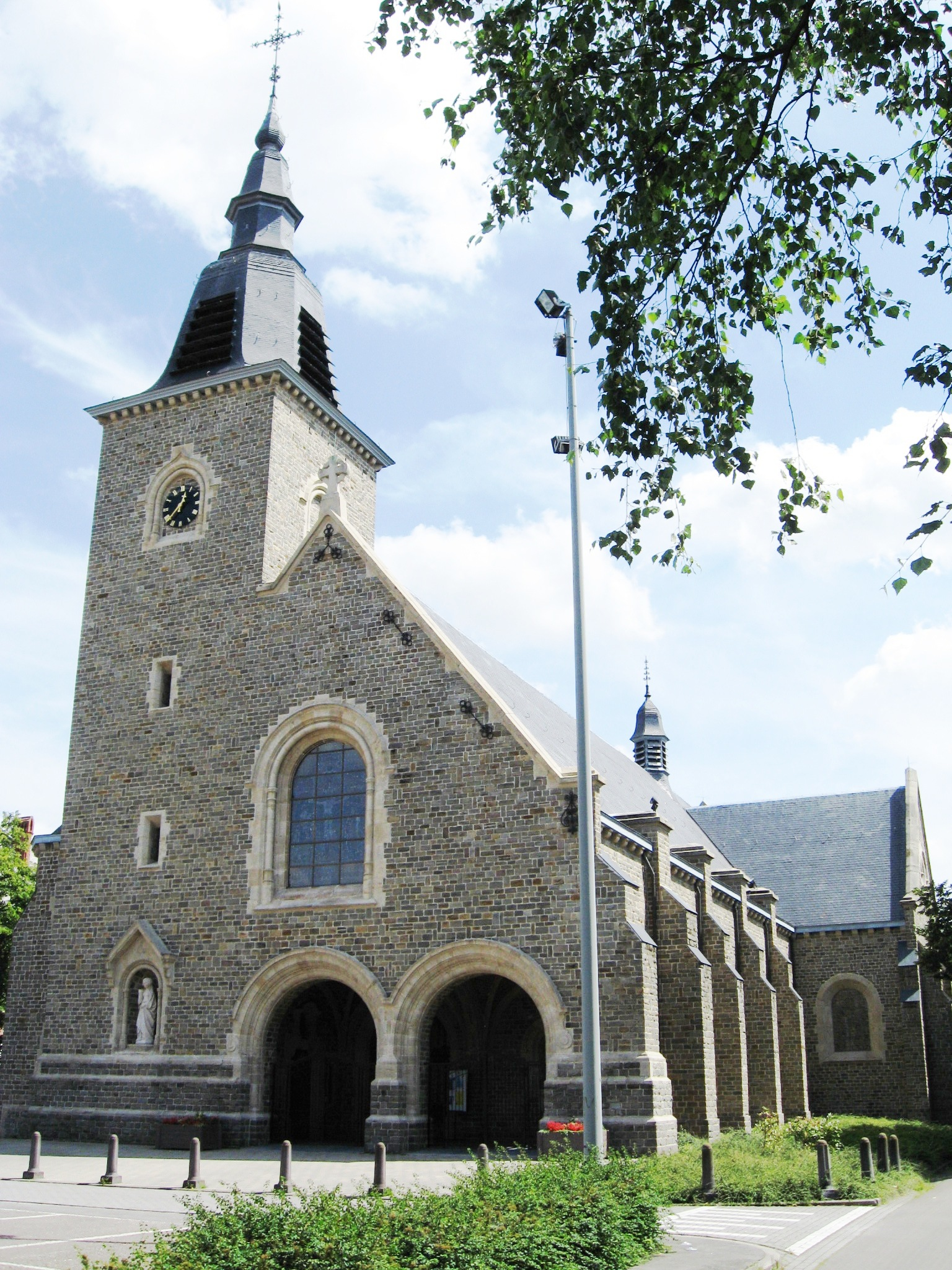
De Heilig-Hartkerk, de mijnkathedraal van Winterslag

- Het erfgoed dat overgebleven is van de Steenkoolmijn van Winterslag en het op basis daarvan gevormde culturele centrum C-Mine.
- De Heilig Hartkerk, een mijnkathedraal uit 1925.
- De Sint-Eventiuskerk, een parochiekerk uit ongeveer 1935.
- De Hassan Ibn Tabet moskee, een moskee in Marokkaanse traditie.
- Vennestraat: de multiculturele winkelstraat.

## Natuur en landschap
Winterslag, gelegen op het Kempens Plateau, werd vrijwel geheel door de steenkoolmijn gevormd. Ook nu is er nog een terril met een hoogte van 163 meter boven de zeespiegel. De mijnterreinen en woonwijken zijn ingebed te midden van autowegen en spoorlijnen, en ook zijn in de omgeving nog enkele bosrestanten te vinden.

## Sport en verenigingsleven
Vooral in Tuinwijk 1 is een bloeiend verenigingsleven. Er zijn onder meer twee jeugdverenigingen: Scouts Winterslag voor de jongens en Chiro Winterslag voor de meisjes. In het parochiecentrum Het Park komen andere verenigingen regelmatig samen, zoals de harmonie van Winterslag.
Aan de Noordlaan verwierf voetbalploeg KFC Winterslag bekendheid, de fusie in 1988 met Thor Waterschei leidde tot KRC Genk.

## Nabijgelegen kernen
Waterschei, Genk-Centrum, Bokrijk
Deelgemeente: Genk

Gehuchten, dorpen, stadsdelen en wijken: Bokrijk · Boxbergheide · Bret-Gelieren · Camerlo · Driehoeven · Hoevenzavel · Kolderbos · Langerlo · Nieuw-Texas · Sledderlo · Terboekt · Termien · Vlakveld · Waterschei · Winterslag · Zwartberg

Lijst van Belgische gemeenten · Arrondissement Hasselt · Limburg · Vlaanderen · België